# Enganyapastors cuallarg
L'enganyapastors cuallarg (Caprimulgus climacurus) és una espècie d'ocell de la família dels caprimúlgids (Caprimulgidae) que habita boscos i sabanes africans, a l'extrem sud-oest de Mauritània, sud de Mali, Senegal, Gàmbia, Burkina Faso, Guinea Bissau, Guinea, Sierra Leone, Libèria, Costa d'Ivori, Ghana, Togo, Benín, Nigèria, sud de Níger, Camerun, el Gabon, República del Congo, nord d'Angola, nord i centre de la República Democràtica del Congo, sud de Txad fins al sud del Sudan, oest d'Etiòpia, Eritrea, oest de Kenya, nord-oest de Tanzània, i nord-oest d'Uganda.